# Taken (serie televisiva)
Taken è una serie televisiva franco-statunitense creata da Alexander Cary per la NBC.
La serie, di genere thriller d'azione, è un prequel dell'omonima serie cinematografica nata nel 2008 con Io vi troverò (Taken) e proseguita con i sequel Taken - La vendetta (2012) e Taken 3 - L'ora della verità (2015). Clive Standen interpreta il giovane agente della CIA Bryan Mills, interpretato al cinema da Liam Neeson.

## Trama
Il giovane ex berretto verde Bryan Mills medita di vendicarsi dopo aver subito una tragedia personale, ma viene invischiato in un gioco pericoloso dalla CIA, in cui Mills dovrà mettere in campo tutte le sue abilità.

## Episodi
| Stagione         | Episodi | Prima TV originale | Prima TV Italia |
| ---------------- | ------- | ------------------ | --------------- |
| Prima stagione   | 10      | 2017               | 2017            |
| Seconda stagione | 16      | 2018               | 2018            |

## Personaggi e interpreti
- Bryan Mills (stagioni 1-2), interpretato da Clive Standen, doppiato da Gianfranco Miranda.
- Christina Hart (stagioni 1-2), interpretata da Jennifer Beals, doppiata da Francesca Fiorentini.
- Asha (stagione 1), interpretata da Brooklyn Sudano, doppiata da Eva Padoan.
- Becca Vlasik (stagione 1), interpretata da Monique Gabriela Curnen, doppiato da Laura Romano
- John (stagione 1), interpretato da Gaius Charles, doppiato da Daniele Raffaeli.
- Scott (stagione 1), interpretato da Michael Irby, doppiato da Stefano Alessandroni.
- REM (stagione 1), interpretato da James Landry Hébert, doppiato da Stefano Billi.
- Dave (stagione 1), interpretato da Jose Pablo Cantillo, doppiato da Gianluca Crisafi.
- Kilroy (stagione 2), interpretato da Adam Goldberg, doppiato da Paolo Vivio.
- Santana (stagione 2), interpretata da Jessica Camacho, doppiata da Perla Liberatori.
- Riley (Stagione 1), interpretata da Jennifer Marsala, doppiata da Ilaria Latini.

## Produzione

### Sviluppo
Nel settembre 2015 la NBC ordina ufficialmente un'intera stagione di una serie tratta dalla serie cinematografica Taken, prodotta da Luc Besson. Besson figura tra i produttori esecutivi della serie. Alexander Cary è ideatore, sceneggiatore e produttore esecutivo della serie. Taken è prodotta da EuropaCorp TV e Universal Television.
A maggio 2016 NBC comunica che la prima stagione sarà composta da dieci episodi. Nel novembre dello stesso anno, il network annunciata che la serie sarà trasmessa dal 27 febbraio 2017. Il 9 maggio 2017, NBC rinnova la serie per una seconda stagione. L'11 maggio 2018, NBC annuncia la cancellazione della serie.

### Riprese
Le riprese sono iniziate a settembre 2016 a Hamilton e Toronto, in Canada.